# Roodbonte parelmoervlinder
De roodbonte parelmoervlinder of akkerparelmoervlinder (Euphydryas maturna) is een vlinder uit de familie Nymphalidae (vossen, parelmoervlinders en weerschijnvlinders). De wetenschappelijke naam van de soort is, als Papilio maturna, in 1758 door Carl Linnaeus gepubliceerd in de tiende editie van Systema naturae. De voorvleugellengte bedraagt 21 tot 23 millimeter. De soort komt verspreid over het noorden van het Palearctisch gebied voor. In Nederland komt de soort niet voor; in België is hij vroeger wel waargenomen. De soort vliegt van mei tot juli. De vlinder vliegt op hoogtes van 200 tot 1000 meter boven zeeniveau.

## Waardplanten
De waardplanten van de roodbonte parelmoervlinder zijn es en ratelpopulier; daarop worden de eitjes afgezet. Na de overwintering eten de rupsen ook van andere andere planten, zoals weegbree, kamperfoelie en liguster.